# 馬光 (隋朝)
馬光（?—?），字荣伯，武安郡（今河北省武安县）人，隋朝儒家学者。
年轻时爱好学問，从師学习数十年，通览河图洛書、讖緯，尤其通晓三礼。隋朝開皇初年，文帝楊堅召山東義学之士，馬光和张仲让、孔籠、竇士荣、張黑奴、劉祖仁上京，馬光担任太学博士，当時的人号称为六儒。他们都言行粗野，没有規範，朝廷不看重他们。竇士荣病死，張仲让回乡，因为谈论天象被处死，孔籠、張黑奴、劉祖仁都被贬谪离开。只剩下馬光。文帝释奠驾临国子学，王公以下全部聚集。馬光上座講解礼義，与当時碩学儒者十数人进行論難。馬光应答并不細論明快，但論说内容丰富，儒者都很佩服他。山東三礼学者自熊安生之後，馬光被称为宗師。数年後，其母去世，他守丧回乡。得病在家中去世，享年七十三岁。